# Poult enteritis-mortality syndrom u krůt
„Poult enteritis-mortality syndrome“ u krůt (PEMS) je nakažlivé onemocnění krůťat mezi 7. až 28. dnem věku, charakterizované průjmem, dehydratací, anorexií, poklesem živé hmotnosti i zpomalením růstu (až o 40 %), imunosupresí a mortalitou dosahující ca 2 %. První popis syndromu pochází z USA (1991). Existuje určitá podobnost příznaků s Hypoglycemia-spiking mortality syndrome u brojlerů, ale u krůt se nevyskytuje hypoglykémie; jedná se proto o dvě rozdílné nemoci.
Etiologie PEMS není známa. Předpokládá se primární infekce enterotropním virem (reovirus, koronavirus?), který působí jako spouštěcí faktor, a následné působení sekundárních oportunních infekcí (E. coli, salmonely, kampylobakter, kandida, protozoózy aj.).
Syndrom se vyznačuje sezónním výskytem a to zejména v letních měsících, při vysoké teplotě a vlhkosti. Onemocnění může probíhat ve formě akutní, mírné nebo subklinické. Přirozeným hostitelem jsou pouze krůty, přičemž v terénu se častěji pozoruje onemocnění u krůtiček než u krocánků. K přenosu infekce dochází horizontálně, fekálně-orální cestou. Vzhledem k postižení lymfatických orgánů dochází k imunosupresi a častějšímu výskytu oportunních infekcí. Po krátkém období zvýšené vzrušivosti, žízně, sníženého příjmu krmiva, oštipování peří a požírání podestýlky dochází k netečnosti zvířat, anorexii a shlukování. Výkaly jsou řidší, vodnaté, světle hnědé, vločkovitého vzhledu; při zvednutí ptáka do vertikální polohy mohou výkaly samovolně odkapávat z kloaky. Peří kolem kloaky a na břiše je znečištěné výkaly. Zvýšená vlhkost podestýlky i prostředí zvyšuje nebezpečí sekundárních mikrobiálních infekcí. Ptáci rychle ztrácejí svoji hmotnost, mortalita vrcholí za 5-7 dní po infekci. U rekonvalescentů je pozorován častější výskyt kolibacilózy a cholery, zakrslost a špatné opeření.
Pitevní nález je nespecifický. Zjišťuje se dehydratace, vyhublost, atrofie svalstva, osteoporóza, někdy křivice. Žlučový měchýř bývá zvětšený, stejně tak nadledviny. Trávicí trakt je prázdný, střeva jsou dilatovaná a naplněná tekutinou a plynem. V žaludky se může nacházet materiál z podestýlky. Lymfatické orgány (Fabriciova burza, thymus a slezina) jsou atrofované, u některých zvířat (10-20 %) se nacházejí kaseózní odlitky ve Fabriciově burze. Močovody jsou naplněny uráty. Ve voleti mohou být změny indikující kandidózuy.
Předběžná diagnóza se stanovuje podle klinického nálezu, konečná diagnóza vyžaduje biologický pokus.
K potlačení sekundárních mikrobiální infekcí se aplikují antibiotikum. Příznivě působí zvýšení energetické úrovně i kvality krmiva. Preventivně se doporučují ochranná opatření bránící zavlečení a šíření nákazy v hejnu.